# Automotrice FS ALe 540
Le automotrici ALe 540 sono un gruppo di elettromotrici leggere delle Ferrovie dello Stato italiane costruite in tre serie tra il 1957 e il 1960.
La nascita del gruppo ALe 540, inizialmente non previsto dai piani di sviluppo delle FS, avvenne in conseguenza della decisione di abolire la 3ª classe sui treni delle amministrazioni ferroviarie europee, decretata nel 1955 dall'Union Internationale des Chemins de Fer (UIC), che indusse le FS ad adattare per il servizio di sola 1ª classe le ultime sette unità del gruppo ALe 660 allora in costruzione.
Non essendoci il tempo per riprogettare gli ambienti interni, poco razionali perché pensati per un veicolo a due classi, le elettromotrici di prima serie (ALe 540.001-007) nacquero praticamente identiche alle ALe 660, essendo l'unica differenza il numero di posti (54 di sola 1ª classe contro 18 di 1ª classe e 48 di 2ª classe).
L'inconveniente della disposizione poco razionale dei posti fu risolto con le elettromotrici di seconda serie (ALe 540.008-022) realizzando un unico arioso salone al posto dei tre ambienti separati ereditati dalle ALe 660. Oltre a questo furono introdotte importanti innovazioni meccaniche con l'adozione di nuovi carrelli a passo accorciato e nuovi motori di trazione con sospensione ad asse cavo.
Con le elettromotrici di terza serie (ALe 540.023-030) fu introdotta una cassa semi-aerodinamica di nuovo disegno (anticipatrice delle future ALe 601), mentre l'arredamento interno e le parti elettrica e meccanica rimasero uguali a quella della seconda serie.
L'impostazione stilistica delle prime due serie è molto simile a quella dell'ALe 840 con il caratteristico frontale a bulbo in cui grandi pannelli frontali rimovibili celano l'intercomunicante e i mantici di accoppiamento tra le unità. Come nella ALe 840 le porte di salita sono le tradizionali porte a libro a 4 ante ad apertura pneumatica ma più spostate verso le due estremità. La terza serie è molto simile invece alle elettromotrici ALe 601 della prima serie, di cui in realtà sono le progenitrici.
I carrelli sono a due assi e portano due motori di trazione con sospensione baricentrica nella prima serie e appoggiate su asse cavo nelle successive. La sospensione primaria degli assi è con molle elicoidali, mentre quella secondaria è con molle a balestra; nella seconda e terza serie la sospensione secondaria è modificata con balestre triple.
I motori elettrici a corrente continua (con eccitazione in serie), all'avviamento vengono collegati tutti in serie e poi commutati in parallelo a gruppi di due (in serie tra loro) per la maggiore velocità. L'avviamento è di tipo reostatico con avviatore automatico e tre gradi di shuntaggio poi elevati a cinque.
La velocità massima in origine era di 150 km/h in ragione del tipo di servizio svolto per treni veloci di categoria elevata; venne abbassata a 130 km/h, in seguito all'avvento delle ALe 601, ed anche a causa di una certa delicatezza del sistema di trasmissione ad ingranaggi che ne rendeva onerosa la manutenzione, e le elettromotrici vennero impiegate per servizi viaggiatori locali.
Il sottogruppo ALe 540.023-030 anticipa in molti aspetti le ALe 601. Secondo i primi piani delle FS esso avrebbe dovuto essere successivamente commesso in un cospicuo numero di unità e costituire la parte del parco destinata all'estensione dei servizi ad alta velocità. Tuttavia, lo sviluppo degli studi su carrelli di nuova concezione e altre considerazioni che condussero al progetto delle ALe 601 e rimorchi fecero abbandonare l'idea.

## Storia
La nascita delle ALe 540 fu determinata da circostanze estranee ai progetti delle Ferrovie dello Stato che nel 1955, mentre era in corso la costruzione della prima delle 22 coppie di elettromotrici e rimorchiate pilota ALe 660+Le 800 ordinate nel 1954, si trovarono di fronte alla decisione dell'Union Internationale des Chemins de Fer (UIC) di abolire la terza classe sui treni delle amministrazioni ferroviarie europee a partire dal 3 giugno 1956.
In questa circostanza le FS presero la decisione di dotare della sola prima classe una parte delle elettromotrici della commessa in corso e pertanto furono costruite solo 15 coppie di ALe 660+Le 800, mentre le restanti 7 furono allestite con ambienti di sola prima classe a 54 e 60 posti cambiando la disposizione delle poltrone da quattro a tre per fila, andando a costituire le unità della prima serie del nuovo gruppo ALe 540 e le relative rimorchiate Le 600.
Le ALe 540.001-007 entrarono in servizio nel 1957 senza modifiche alla disposizione degli ambienti, mantenendo in particolare il modulo destinato alle ritirate e al deposito valigie che sulle ALe 660 aveva la funzione di separare le due classi.
Mentre le coppie ALe 660+Le 800 non furono più replicate dopo le prime quindici unità, rimanendo gruppi a sé stanti fino al ritiro del servizio, nel 1956 e 1957 fu ordinata in due lotti la seconda serie di elettromotrici simili esternamente alle ALe 540.001-007, ma dotate di un nuovo tipo di carrelli a passo più corto con la sospensione dei motori ad asse cavo invece che baricentrica e con gli interni riprogettati spostando a ridosso della cabina di guida posteriore il modulo con le ritirate e il deposito valigie che non aveva più senso come separatore in un ambiente di sola 1ª classe, ottenendo un unico arioso salone per i viaggiatori.
Oltre alle 15 elettromotrici di seconda serie ALe 540.008-022, i lotti ordinati nel 1656 e nel 1957 comprendevano:
- 5 rimorchiate pilota di 1ª classe Le 540.001-005;
- 10 rimorchiate pilota 2ª classe Le 760.001-010.

Sempre nel 1957 fu ordinato un ultimo lotto di ALe 540 che, con la comparsa di una nuova testata semiaerodinamica con terzo faro di profondità superiore, segnò una loro ulteriore evoluzione che anticipò l'ormai prossimo avvento delle elettromotrici ALe 601.
Il lotto ordinato nel 1957 comprendeva:
- 8 elettromotrici di 1ª classe ALe 540.023-030 (terza serie);
- 10 rimorchiate pilota 2ª classe Le 760.011-020.

## Caratteristiche

### Elettromotrici
Le trenta elettromotrici ALe 540 sono suddivise in tre serie costituite dalle unità:
- ALe 540.001-007, previste inizialmente come ALe 660.016-022[3] e pertanto identiche alle ALe 660 salvo per il numero di posti (54 di sola 1ª classe contro 18 di 1ª classe e 48 di 2ª classe);
- ALe 540.008-022, con cassa simile a quella delle ALe 540.001-007, ma con disposizione posti razionalizzata, nuovi carrelli a passo accorciato e nuovi motori di trazione con sospensione ad asse cavo;
- ALe 540.023-030, con cassa semi-aerodinamica di nuovo disegno (anticipatrice delle future ALe 601) e parte elettrica e meccanica uguale a quella delle ALe 540.008-022.

#### Elettromotrici ALe 540.001-007 (prima serie)
La cassa delle unità di prima serie ALe 540.001-007 era identica a quella delle elettromotrici ALe 660, ma con l'allestimento interno di sola 1ª classe che, nell'impossibilità di riprogettare gli interni per le vicende che determinarono la nascita del gruppo, mantenne la suddivisione in tre ambienti a 18, 30 e 6 posti, funzionale per separare la 1ª dalla 2ª classe sulle ALe 660, ma irrazionale per un rotabile di sola 1ª classe.
L'arredamento era identico a quello degli ambienti di 1ª classe delle ALe 660, con poltroncine simili a quelle degli elettrotreni, illuminazione a lampade fluorescenti e, in origine, alzacristalli elettrici. Gli impianti di riscaldamento e i servizi ausiliari erano gli stessi delle ALe 660.
La disposizione interna comprendeva i seguenti locali:
- cabina di guida anteriore;
- compartimento postale con ripiano per le valigie;
- vestibolo di salita anteriore con porte a libro a due ante a comando elettro-pneumatico per ciascun lato;
- ambiente di 1ª classe su tre moduli con 18 posti a sedere disposti con lo schema 1+2 (modulo sedili 1.800 mm);
- vano di servizio su un modulo con due ritirate sul lato sinistro e deposito valigie sul lato opposto;
- ambiente di 1ª classe su cinque moduli con 30 posti a sedere disposti con lo schema 1+2 (modulo sedili 1.800 mm);
- vestibolo di salita posteriore identico al precedente;
- ambiente di 1ª classe su un modulo con 6 posti a sedere disposti con lo schema 1+2 (modulo sedili 1.800 mm);
- cabina di guida posteriore.

La meccanica, identica a quella delle ALe 660, montava gli stessi carrelli M 1040 con i motori di trazione a sospensione baricentrica delle ALe 840, ma con il rapporto di trasmissione portato a 25/58 per ottenere un maggiore sforzo di trazione all'avviamento.
Anche i circuiti di comando e trazione erano gli stessi delle ALe 660, modificati rispetto a quelli delle ALe 840 con l'introduzione di un ulteriore grado di indebolimento di campo con i motori in parallelo, portando a undici il numero delle velocità economiche e consentendo di mantenere la velocità massima di 150 km/h nonostante il rapporto di trasmissione accorciato.

#### Elettromotrici ALe 540.008-022 (seconda serie)
Nonostante l'aspetto esteriore molto simile alla serie precedente, con l'introduzione del nuovo carrello R 1090 e dei motori di trazione con trasmissione ad albero cavo, le ALe 540.008-022 rappresentarono il passo più importante nell'evoluzione della seconda generazione delle elettromotrici FS, costituita dalle ALe 840, ALe 660 e ALe 540.
Con l'ordinazione nel 1956 del primo lotto di ALe 540 di seconda serie ci fu finalmente il tempo di riprogettarne gli interni, realizzando un unico e arioso salone al posto dell'anomala suddivisione in tre ambienti ereditata dalle ALe 660.
La cassa era distinguibile da quella, quasi identica, della serie precedente per la diversa sistemazione di alcuni finestrini a seguito della revisione degli interni e per l'imperiale più alto di 50 mm (differenza percepibile solo in composizioni con serie eterogenee) per il maggior diametro delle ruote del carrello R 1090.
Gli impianti di illuminazione e di riscaldamento e i servizi ausiliari erano identici alla serie precedente.
La nuova disposizione interna comprendeva i seguenti locali:
- cabina di guida anteriore;
- compartimento postale con ripiano per le valigie;
- vestibolo di salita anteriore con porte a libro a due ante a comando elettro-pneumatico per ciascun lato;
- ambiente di 1ª classe su nove moduli con 54 posti a sedere disposti con lo schema 1+2 (modulo sedili 1.800 mm);
- vestibolo di salita posteriore identico al precedente;
- vano di servizio con due ritirate disposte ai lati del corridoio centrale;
- cabina di guida posteriore.

L'innovazione più importante si ebbe nella parte meccanica con l'adozione del nuovo carrello R 1090, caratterizzato dalla struttura generale e dalle sospensioni primaria e secondaria derivate dal carrello sperimentale O 1040 provato sull'elettromotrice ALe 840.068 e dall'abbandono della sospensione baricentrica dei motori, adottata sui carrelli M 1040 delle ALe 840, a favore del ritorno alla trasmissione ad asse cavo delle elettromotrici anteguerra ALe 883, opportunamente migliorata per eliminare le cause che ne avevano determinato l'abbandono. Il progetto di questa trasmissione anticipò la soluzione adottata pochi anni dopo sul carrello Z 1040, impiegato estensivamente sulle elettromotrici ALe 601 e sugli elettrotreni ETR 250 ed ETR 300 riqualificati.
I carrelli R 1090 furono equipaggiati con i nuovi motori 62 RSB-100 FS, che si differenziavano dai 62 R5-100 FS utilizzati sulla serie precedente per l'aggiunta degli avvolgimenti compensatori della reazione d'indotto e per la carcassa irrobustita ed adattata per ricavarvi la sede per l'albero cavo.
I circuiti di trazione e comando rimasero sostanzialmente gli stessi della prima serie; l'unica differenza degna di nota fu l'adozione fin dall'origine dell'interruttore extrarapido al posto del separatore D'Arbela per la protezione del circuito di trazione.

#### Elettromotrici ALe 540.023-030 (terza serie)
Sulle otto unità della terza serie furono abbandonate le testate aerodinamiche a forma di bulbo a favore di un nuovo frontale semi-aerodinamico più facile da realizzare e che richiedeva mantici di intercomunicazione di minori dimensioni, ottenendo una cassa, più corta di 570 mm rispetto alle serie precedenti, il cui disegno anticipava a grandi linee l'aspetto estetico delle future ALe 601.
Il mantice di intercomunicazione era celato dietro a un portellone frontale, diviso orizzontalmente in due parti, di aspetto gradevole ma difficile da maneggiare per l'estrazione del mantice, il cui spostamento non era più assistito da servomotori elettrici come sulle serie precedenti.
L'allestimento interno e le parti elettrica e meccanica rimasero identici a quelli della seconda serie.

### Rimorchiate
La costruzione delle successive serie di elettromotrici ALe 540 fu affiancata dalla realizzazione di rimorchiate pilota con caratteristiche analoghe per quanto riguarda la cassa e gli impianti di riscaldamento e illuminazione.
Generalmente l'impianto di riscaldamento elettrico era alimentato alla tensione di linea di 3 kV attraverso la condotta REC, mentre l'impianto di illuminazione prendeva energia dalle batterie di bordo, a loro volta ricaricate dal gruppo rotante motore-dinamo delle motrici per mezzo di un'apposita conduttura elettrica interconnessa sulle testate.

#### Rimorchiate Le 600.001-007
Le rimorchiate pilota Le 600.001-007, inizialmente previste come Le 800.016-022 e pertanto identiche alle Le 800 salvo per il numero di posti (60 di 1ª classe contro 80 di 2ª classe), furono costruite nel 1957 assieme alle elettromotrici di prima serie ALe 540.001-007.
I carrelli erano del tipo Mp 1040, identici al tipo M 1040 delle elettromotrici ALe 540.001-007, ma privi dei motori di trazione e dei cinematismi di trasmissione del moto alle sale.
Le rimorchiate pilota Le 600 avevano una capacità di 60 posti a sedere di sola 1ª classe e comprendevano i seguenti ambienti interni:
- cabina di guida anteriore;
- ambiente di 1ª classe su un modulo con 6 posti a sedere disposti con lo schema 1+2 (modulo sedili 1.800 mm);
- vestibolo di salita anteriore con porte a libro a due ante a comando elettro-pneumatico per ciascun lato;
- ambiente di 1ª classe su tre moduli con 18 posti a sedere disposti con lo schema 1+2 (modulo sedili 1.800 mm);
- vano centrale su un modulo con due ritirate sulla fiancata sinistra del veicolo e deposito valigie sul lato opposto;
- ambiente di 1ª classe su cinque moduli con 30 posti a sedere disposti con lo schema 1+2 (modulo sedili 1.800 mm);
- vestibolo di salita posteriore identico al precedente;
- ambiente di 1ª classe su un modulo con 6 posti a sedere disposti con lo schema 1+2 (modulo sedili 1.800 mm);
- cabina di guida posteriore.

#### Rimorchiate Le 540.001-005
Le rimorchiate pilota Le 540.001-005 furono costruite tra il 1958 e il 1959 con le elettromotrici di seconda serie ALe 540.008-022, con le quali avevano in comune la struttura della cassa con il frontale a bulbo.
I carrelli erano del tipo Rp 1090, identici al tipo R 1090 delle elettromotrici ALe 540.008-022, ma privi dei motori di trazione e dei cinematismi di trasmissione del moto alle sale.
Le rimorchiate pilota Le 540 avevano una capacità di 54 posti a sedere di sola 1ª classe ed erano dotate in origine di un comparto ristoro con un piccolo ambiente cucina, disattivato verso la fine degli anni sessanta del ventesimo secolo.
Gli ambienti interni avevano la seguente disposizione:
- cabina di guida anteriore;
- vano cucina su un modulo;
- vestibolo di salita anteriore con porte a libro a due ante a comando elettro-pneumatico per ciascun lato;
- ambiente di 1ª classe su nove moduli con 54 posti a sedere disposti con lo schema 1+2 (modulo sedili 1.800 mm);
- vestibolo di salita posteriore identico al precedente;
- vano di servizio con due ritirate disposte ai lati del corridoio centrale;
- cabina di guida posteriore.

#### Rimorchiate Le 760.001-010 (prima serie)
Le rimorchiate pilota di prima serie Le 760.001-010 furono costruite tra il 1958 e il 1959 con le elettromotrici di seconda serie ALe 540.008-022, con le quali avevano in comune la struttura della cassa con il frontale a bulbo.
I carrelli erano del tipo Rp 1090, identici al tipo R 1090 delle elettromotrici ALe 540.008-022, ma privi dei motori di trazione e dei cinematismi di trasmissione del moto alle sale.
Le rimorchiate pilota Le 760 di prima serie avevano una capacità di 76 posti a sedere di sola 2ª classe e comprendevano i seguenti ambienti interni:
- cabina di guida anteriore;
- ambiente di 2ª classe su un modulo con 6 posti a sedere disposti con lo schema 1+2 (modulo sedili 1.850 mm);
- vestibolo di salita anteriore con porte a libro a due ante a comando elettro-pneumatico per ciascun lato;
- ambiente di 2ª classe su nove moduli con 70 posti a sedere disposti con lo schema 2+2 e 1+2 in corrispondenza delle porte dei vestiboli (modulo sedili 1.850 mm);
- vestibolo di salita posteriore identico al precedente;
- vano di servizio con due ritirate disposte ai lati del corridoio centrale;
- cabina di guida posteriore.

#### Rimorchiate Le 760.011-020 (seconda serie)
Le rimorchiate pilota di seconda serie Le 760.011-020 furono costruite tra il 1959 e il 1960 con le elettromotrici di terza serie ALe 540.023-030, con le quali avevano in comune la struttura della cassa con il frontale semi-aerodinamico.
I carrelli erano del tipo Rp 1090, identici al tipo R 1090 delle elettromotrici ALe 540.023-030, ma privi dei motori di trazione e dei cinematismi di trasmissione del moto alle sale.
L'allestimento interno era identico a quello delle rimorchiate di prima serie Le 760.001-010.

### Fonti a stampa
- Ministero dei Trasporti. Ferrovie dello Stato, Relazione per l'anno finanziario 1958-59, Roma, Ferrovie dello Stato, 1960,  p. 103.

### Storiografia e complementi
- Giovanni Cornolò, Automotrici elettriche ALe 660; ALe 540 e rimorchiate relative, in Automotrici elettriche. Dalle origini al 1983, (ristampa anastatica di Automotrici elettriche FS, Parma, Ermanno Albertelli Editore, 1985), Ponte San Nicolò (PD), Duegi Editrice, 2011,  pp. 175-192, ISBN 88-95096-05-3.
- Francesco Bloisi, Francesco Maria, Angelo Nascimbene, Benedetto Sabatini, Sergio Pautasso, La generazione di mezzo. Presentazione ALe 840, 660 e 540, in Tutto treno, 24 (2012), n. 265, luglio-agosto 2012,  pp. 12-13, ISSN 1124-4232 (WC · ACNP).
- Angelo Nascimbene, Sergio Pautasso, Elettromotrici in evoluzione, in Tutto treno, 24 (2012), n. 265, luglio-agosto 2012,  pp. 14-21, ISSN 1124-4232 (WC · ACNP).
- Sergio Pautasso, Ale 660 e ALe 540. Le discendenti, in Tutto treno, 24 (2012), n. 265, luglio-agosto 2012,  pp. 34-43, ISSN 1124-4232 (WC · ACNP).
- Benedetto Sabatini, Sergio Pautasso, I disegni del Gruppo ALe 840/660/540 FS, in Tutto treno, 24 (2012), n. 265, luglio-agosto 2012,  pp. inserto pieghevole di 8 pagine non numerate, ISSN 1124-4232 (WC · ACNP).
- Sergio Pautasso, I numeri dei rimorchi, in Tutto treno, 24 (2012), n. 265, luglio-agosto 2012,  pp. 52-57, ISSN 1124-4232 (WC · ACNP).
- Francesco Bloisi, Francesco Maria, Angelo Nascimbene, 50 anni di corsa, in Tutto treno, 24 (2012), n. 265, luglio-agosto 2012,  pp. 58-73, ISSN 1124-4232 (WC · ACNP).